# 클로도알두스

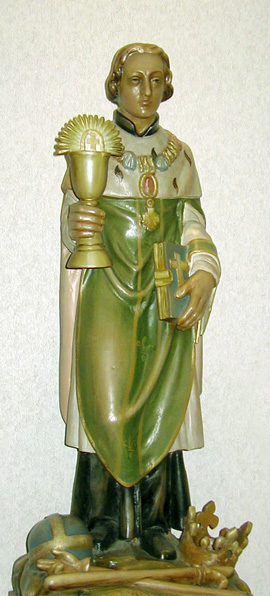
클로도알드의 조각상

클로도알드(Clodoald) 또는 클로우드(Cloud, 522년 ~ 560년)는 프랑크 왕국의 왕족이자 가톨릭 성직자이며, 메로빙거 왕조 출신이다. 오를레앙의 왕 클로도미르의 장남이자 클로비스 1세의 손자였다. 성 클로드, 혹은 성 클로도알두스(Clodoaldus)로도 부른다. '글로도알도', '글로도알두스', '글로우드', '클라우드', '끌로드', '클로도알두스', '클로우드' 등 다양한 이름으로 부른다.
524년 아버지 클로도미르가 튀링겐족과의 전쟁에서 전사하자, 그의 삼촌인 힐데베르트와 클로타르는 아버지 클로도미르의 영지를 분할하여 차지했다.
클로도알드 형제는 할머니인 클로틸드에게 양육되었으나, 클로타르 형제는 이들을 죽이려 했다. 가까스로 목숨을 건진 클로도알도는 수도원으로 피신하였고, 클로타르 1세의 학정에 견디지 못한 일부 귀족들이 그를 왕으로 추대하려 하였으나 거절하였다. 사후 성인으로 추서되었다. 생클로드 광장은 그의 이름에서 따온 것이다.

## 가계
- 할아버지 : 클로비스 1세
- 할머니 : 클로틸드
  - 숙부 : 잉고메르
  - 숙부 : 테오도리히 1세
  - 숙부 : 힐데베르트 1세
  - 숙부 : 클로타르 1세
  - 고모 : 클로틸드
  - 고모부 : 아말라리크 2세, 서고트 왕
- 아버지 : 클로도미르
- 어머니 : 군테우크
  - 동생 : 테오도알트(Theodoald, 522년 - ?)
  - 동생 : 군타르(Gunther, 525년? - ?)
- 계모 : 라데군다[1]

## 같이 보기
- 클로틸디스 (프랑크)
- 생클루